# Derwentside
Derwentside este un district ne-metropolitan situat în Regatul Unit, în comitatul Durham din regiunea North East, Anglia.

## Orașe din cadrul districtului
- Consett
- Stanley